# Éric Srecki

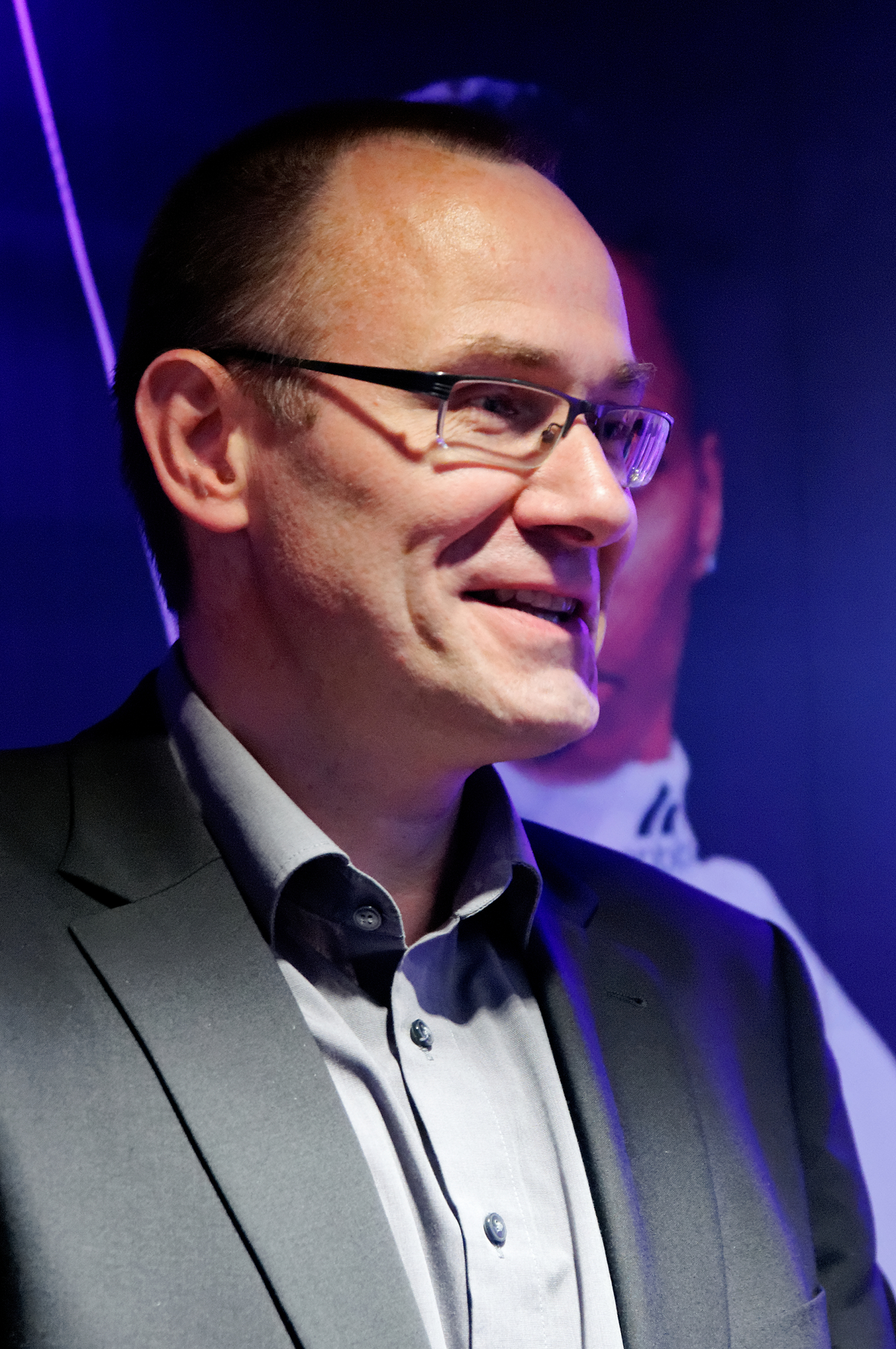
Éric Srecki (2012)

Éric Claude François Srecki (* 2. Juli 1964 in Béthune) ist ein ehemaliger französischer Degenfechter, zweifacher Olympiasieger und vierfacher Weltmeister.
Seit 2004 ist er Technischer Direktor der Fédération Française d’Escrime.

## Leben
Er focht für den Levallois Sporting Club Escrime.

## Erfolge
Éric Srecki errang 1987 bei den Weltmeisterschaften in Lausanne Bronze mit der Degen-Mannschaft.
1988 bei den Olympischen Spielen in Seoul gewann Srecki Gold mit der Mannschaft, im Einzel belegte er den 17. Platz.
Bei den Weltmeisterschaften 1990 in Lyon und
den Weltmeisterschaften 1991 in Budapest erfocht er Silber mit der Mannschaft.
1992 bei den Olympischen Spielen in Barcelona gewann er Gold im Einzel und mit der Mannschaft den vierten Platz.
1993 gewann Srecki bei den Weltmeisterschaften in Essen Silber mit der Mannschaft.
1994 wurde er in Athen Mannschaftsweltmeister und
1995 in Den Haag Einzelweltmeister, hier erhielt er Silber mit der Mannschaft.
Bei den Olympischen Spielen 1996 in Atlanta errang Srecki Bronze mit der Mannschaft, im Einzel wurde es der neunte Platz.
1997 wurde er in Kapstadt erneut Einzelweltmeister.
1998 errang er bei der Europameisterschaft in Plowdiw Silber im Einzel und bei den Weltmeisterschaften in La Chaux-de-Fonds Silber mit der Mannschaft.
1999 wurde er in Seoul wieder Mannschaftsweltmeister und errang er bei der Europameisterschaft in Bozen Silber mit der Mannschaft.
Bei den Olympischen Spielen 2000 in Sydney erhielt Srecki Silber mit der Mannschaft und im Einzel den siebten Platz.